# キアンゾウサウルス
キアンゾウサウルス（学名：Qianzhousaurus）またはチェンジョウサウルスは、後期白亜紀の前期マーストリヒチアン期のアジアに生息した、ティラノサウルス科に属する獣脚類の恐竜の属。化石は中華人民共和国江西省贛州市の工事現場で発見された。全長約9メートル、体重約800キログラムと推定されており、ティラノサウルスと比較して小柄である。吻部には小型の角状の突起が配列し、また吻部は同サイズのティラノサウルス類と比較して顕著に細長い。この吻部が長いことにちなんで「ピノキオ・レックス」という愛称を持つ。
頭蓋骨の癒合度合いやアリオラムスと比較した体サイズから、タイプ種キアンゾウサウルス・シネンシス（Qianzhousaurus sinensis）のタイプ標本は幼若個体でなく成熟個体と目されている。化石が産出した南雄層は後期白亜紀当時において豊かな森林が広がる湿潤環境であったと考えられている。同地にはトカゲをはじめとする多数の動物が生息しており、キアンゾウサウルスはオヴィラプトロサウルス類やテリジノサウルス類といった獣脚類や竜脚類と共存していた。

## 発見と命名
キアンゾウサウルスの化石は2010年の夏、当時開発の進んでいた中国の江西省贛州市に位置する工業団地の建設現場で発見された。化石は作業員がショベルカーで化石を掘り当てて偶発的に発見に至り、その保存の良さと大きさから工事が一時中断された。発掘された化石は贛州博物館に所蔵された。
中国地質科学院地質研究所の恐竜研究者であった呂君昌は2013年の学会でこの化石の話をエディンバラ大学のスティーヴン・ブルサッテに持ちかけた。ブルサッテは博士課程時代に指導教官のマーク・ノレルらと共にアリオラムス属の新種 Alioramus altai を命名しており、呂は新たに発見された化石と A. altai が共に長い吻部を共通して持つことに着目してブルサッテを共同研究に誘ったのであった。
贛州市の化石をホロタイプ標本とし、2014年にティラノサウルス上科アリオラムス族の新属新種 Qianzhousaurus sinensis が記載・命名された。ホロタイプ標本に保存されている部位はほぼ完全な頭蓋骨と左の下顎の大部分、9個の頸椎、3個の前側胴椎、18個の中部 - 後部尾椎、完全な右肩甲烏口骨、部分的な左肩甲烏口骨、部分的な左右の腸骨、左大腿骨、左脛骨、部分的な左腓骨、左距骨、左踵骨、左足根骨であり、これらは1個体に由来すると考えられている。属名は発見地である贛州市（Ganzhou）の古い地名であるQianzhouに由来し、また種小名は本種が中国から産出したことを反映している。

## 特徴

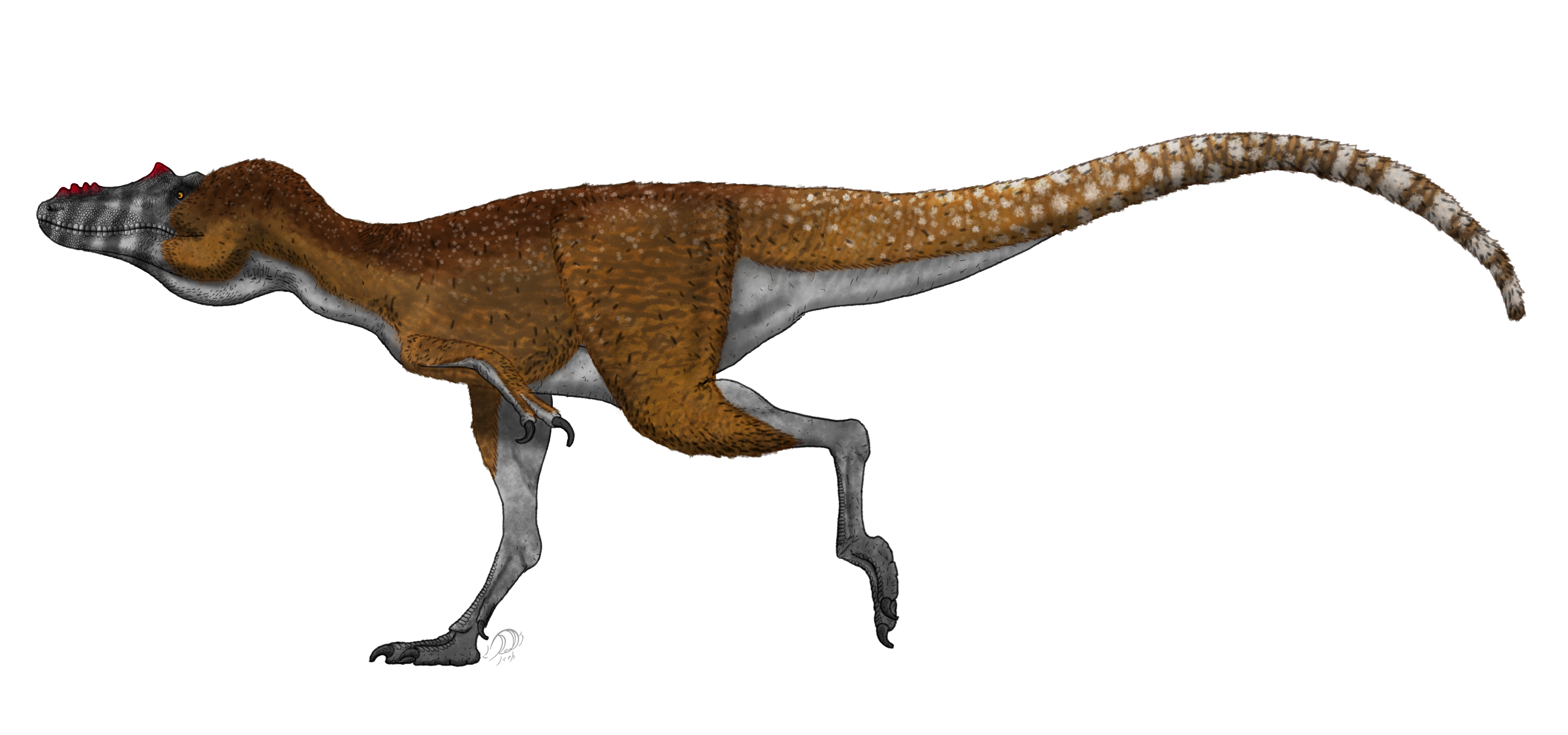
復元図

キアンゾウサウルスは吻部の長いティラノサウルス科の恐竜である。キアンゾウサウルスとアリオラムスは頭蓋骨の先端から眼窩までに相当する吻部が頭蓋骨長全体の約70%を占めており、他の大型ティラノサウルス科恐竜が約60%であることを踏まえると面長である。アリオラムス族に該当しないティラノサウルス類で吻部が長いものにはナノティラヌス（あるいはティラノサウルスの幼若個体）があるが、ナノティラヌスの吻部は頭蓋骨長の約65%であり、アリオラムス族には及ばない。加えてナノティラヌスは、吻部に存在する鼻骨の突起や、大型の上顎窓、18本以上の歯骨歯といったアリオラムス族の共有派生形質を持たない。
キアンゾウサウルスはアリオラムスとの間に上述した共有派生形質が共通する一方で、本属のみにしか存在しない固有派生形質も持つ。Lü et al. (2014)時点では、上顎骨の上行枝に大型の含気窓が存在すること、前上顎骨の最大前後長が頭蓋底の約2.2%まで極端に縮小すること（他のティラノサウルス科では4.3 - 4.6%程度）、腸骨の外側面に発達した垂直稜が存在しないことが挙げられた。ただし、このうち腸骨の稜の不存在はラプトレックスとも共有されている可能性がある。
その後、Foster et al. (2022)はLü et al. (2014)の記載を掘り下げ、頭蓋骨の詳細な再記載を行った。新たに見出された固有派生形質には、鼻骨が鼻孔の周囲で外側に張り出さず直線状かつ棒状であること、涙骨の腹側突起が前腹側に傾斜すること、鱗状骨の前側枝の背側先端が華奢かつ浅いこと、歯骨の前縁が腹側縁と合流すること、上歯骨の背側縁が大きく窪むことがある。前関節骨の内側面に存在する楕円形の孔や冠顎骨が内側にあまり露出しないことも固有派生形質の可能性があるが、断定は見送られている。

## 分類

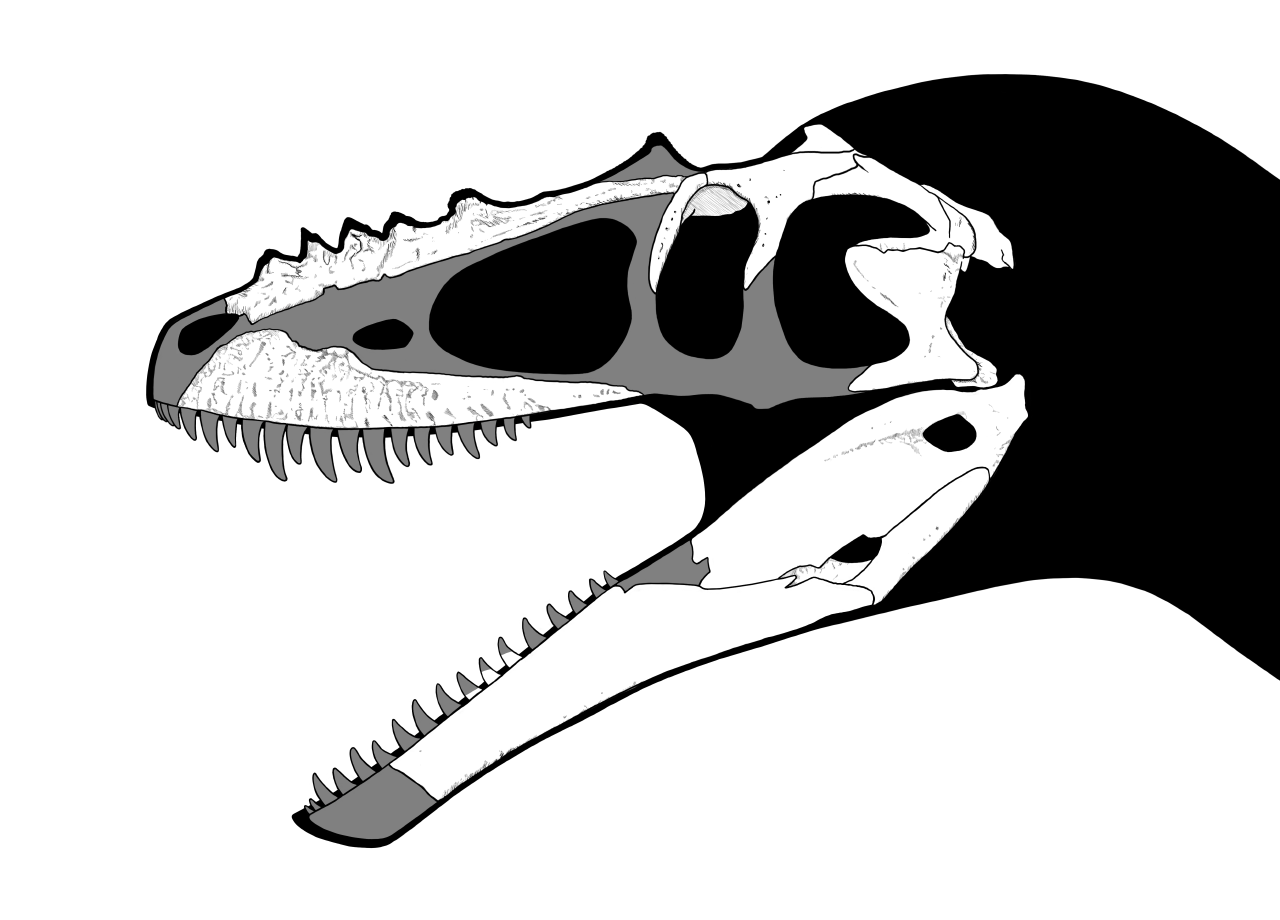
キアンゾウサウルスに近縁な A. remotus の頭蓋骨の骨格図

キアンゾウサウルスの発見により、アリオラムスの既知の2種とキアンゾウサウルスから吻部の長いティラノサウルス科の新たな分岐群が構築された。Brusatte and Benson (2013)のデータセットを用いて実施された系統解析では、アリオラムス族と命名された当該の分岐群は2個の最節約樹から形成された厳密合意樹においてティラノサウルス科に位置付けられており、特にアルバートサウルスよりもティラノサウルスに近縁な位置に置かれた。アリオラムス族内の類縁関係は多分岐をなしたため不明であるが、これは A. remotus の化石が部分的であり、情報が大幅に欠落しているためであると考えられている。
なおLü et al. (2014)はLoewen et al. (2013)のデータセットも用いて予備的な解析を実施したが、この結果ではアルバートサウルス亜科とティラノサウルス亜科とを加えた分岐群よりも基盤的な位置にアリオラムス族が再現された。すなわちBrusatte and Benson (2013)とLoewen et al. (2013)のどちらのデータセットを利用するかによってティラノサウルス上科内での位置づけが変化することになるが、後者のデータセットでもアリオラムス族が分岐群として再現されたことから、キアンゾウサウルスが吻部の長い小さな分岐群に属することは依然示唆されている。以下はBrusatte and Benson (2013)のデータセットを用いた厳密合意樹に基づくクラドグラムである。
|  | ゴルゴサウルス     |
|  |                    |
|  | アルバートサウルス |
|  |                    |

|  | キアンゾウサウルス       |
|  |                          |
|  | アリオラムス・アルタイ   |
|  |                          |
|  | アリオラムス・レモトゥス |
|  |                          |

|  | ダスプレトサウルス                                                  |
|  |                                                                     |
|  | \| \| ティラノサウルス \| \| \| \| \| \| タルボサウルス \| \| \| \| |
|  |                                                                     |
|  | ティラノサウルス                                                    |
|  |                                                                     |
|  | タルボサウルス                                                      |
|  |                                                                     |

|  | ティラノサウルス |
|  |                  |
|  | タルボサウルス   |
|  |                  |

|  | ダスプレトサウルス                                                  |
|  |                                                                     |
|  | \| \| ティラノサウルス \| \| \| \| \| \| タルボサウルス \| \| \| \| |
|  |                                                                     |
|  | ティラノサウルス                                                    |
|  |                                                                     |
|  | タルボサウルス                                                      |
|  |                                                                     |

|  | ティラノサウルス |
|  |                  |
|  | タルボサウルス   |
|  |                  |

|  | キアンゾウサウルス       |
|  |                          |
|  | アリオラムス・アルタイ   |
|  |                          |
|  | アリオラムス・レモトゥス |
|  |                          |

|  | ダスプレトサウルス                                                  |
|  |                                                                     |
|  | \| \| ティラノサウルス \| \| \| \| \| \| タルボサウルス \| \| \| \| |
|  |                                                                     |
|  | ティラノサウルス                                                    |
|  |                                                                     |
|  | タルボサウルス                                                      |
|  |                                                                     |

|  | ティラノサウルス |
|  |                  |
|  | タルボサウルス   |
|  |                  |

|  | ダスプレトサウルス                                                  |
|  |                                                                     |
|  | \| \| ティラノサウルス \| \| \| \| \| \| タルボサウルス \| \| \| \| |
|  |                                                                     |
|  | ティラノサウルス                                                    |
|  |                                                                     |
|  | タルボサウルス                                                      |
|  |                                                                     |

|  | ティラノサウルス |
|  |                  |
|  | タルボサウルス   |
|  |                  |

|  | ゴルゴサウルス     |
|  |                    |
|  | アルバートサウルス |
|  |                    |

|  | キアンゾウサウルス       |
|  |                          |
|  | アリオラムス・アルタイ   |
|  |                          |
|  | アリオラムス・レモトゥス |
|  |                          |

|  | ダスプレトサウルス                                                  |
|  |                                                                     |
|  | \| \| ティラノサウルス \| \| \| \| \| \| タルボサウルス \| \| \| \| |
|  |                                                                     |
|  | ティラノサウルス                                                    |
|  |                                                                     |
|  | タルボサウルス                                                      |
|  |                                                                     |

|  | ティラノサウルス |
|  |                  |
|  | タルボサウルス   |
|  |                  |

|  | ダスプレトサウルス                                                  |
|  |                                                                     |
|  | \| \| ティラノサウルス \| \| \| \| \| \| タルボサウルス \| \| \| \| |
|  |                                                                     |
|  | ティラノサウルス                                                    |
|  |                                                                     |
|  | タルボサウルス                                                      |
|  |                                                                     |

|  | ティラノサウルス |
|  |                  |
|  | タルボサウルス   |
|  |                  |

|  | キアンゾウサウルス       |
|  |                          |
|  | アリオラムス・アルタイ   |
|  |                          |
|  | アリオラムス・レモトゥス |
|  |                          |

|  | ダスプレトサウルス                                                  |
|  |                                                                     |
|  | \| \| ティラノサウルス \| \| \| \| \| \| タルボサウルス \| \| \| \| |
|  |                                                                     |
|  | ティラノサウルス                                                    |
|  |                                                                     |
|  | タルボサウルス                                                      |
|  |                                                                     |

|  | ティラノサウルス |
|  |                  |
|  | タルボサウルス   |
|  |                  |

|  | ダスプレトサウルス                                                  |
|  |                                                                     |
|  | \| \| ティラノサウルス \| \| \| \| \| \| タルボサウルス \| \| \| \| |
|  |                                                                     |
|  | ティラノサウルス                                                    |
|  |                                                                     |
|  | タルボサウルス                                                      |
|  |                                                                     |

|  | ティラノサウルス |
|  |                  |
|  | タルボサウルス   |
|  |                  |

Carr et al. (2017)はキアンゾウサウルスとアリオラムスが系統解析で姉妹群として再現されたことから、キアンゾウサウルスをアリオラムスのジュニアシノニムと見なした。しかし、Foster et al. (2022)がキアンゾウサウルスの頭蓋骨の詳細な再記載を行って本属の固有派生形質を新たに報告しているため、アリオラムスとキアンゾウサウルスを別属とする見解が再度提唱されている。

## 古生物学

### 個体成長

他のアリオラムス族とキアンゾウサウルス（青）の比較

キアンゾウサウルスの標本はアリオラムスよりも成熟した個体に由来するとされる。アリオラムスは骨の内部構造から幼若個体であることが判明しており、吻部の長い形質状態が系統発生と個体発生のどちらに起因するものであるかが不明であった。キアンゾウサウルスは大腿骨長が約70センチメートルに達し、A. altaiの約56センチメートルを超過する。推定体重は前者が約757キログラム、後者が約369キログラムであり、約2倍に達する。また頭蓋骨の縫合線はティラノサウルスの成熟個体と同様に閉鎖しており、縫合線が開くアリオラムスと異なる。加えて膨大した涙骨の突起や、背側に突出した後眼窩骨の突起、厚い歯、アリオラムスと比較して少ない上顎骨歯・歯骨歯といった特徴もより成熟した個体成長段階を示す。ただし、頸椎から胴椎にかけての椎体と神経弓が部分的にしか癒合していないことから、完全に成熟しきった段階にも該当しないと考えられている。
Foster et al. (2022)では、アリオラムス族に固有の成長パターンも発見された。それは頬骨の粗い突起の形態に関するものであり、突起はより若い個体で小型かつ円錐形であるが、成長につれてより大型で不明瞭なものに変化する。また、他のティラノサウルス類が細い幼若個体から頑強な成熟個体に成長するのに対し、アリオラムス族はそのような成長に伴う変形を遂げない。これは素早い獲物の追跡に適した生理機能を維持したことを示唆している。

### 食餌
Foster et al. (2022)は、キアンゾウサウルスを含むアリオラムス族はその細長く華奢な体格から小型で機敏な獲物を狩猟していた可能性があり、大型動物の殺害に特化したより大型で頑強な近縁属との競争を避けていた可能性があると示唆した。また頭部形態から、等しい体サイズであればアリオラムスの咬合力はタルボサウルスの幼若個体を下回ったと推定されている。タルボサウルスは場合によってアリオラムス族自体を獲物とした可能性があるが、ララミディア大陸に生息して競争を避けられなかったダスプレトサウルスとゴルゴサウルスと異なり、アリオラムス族は別の分岐群との生態的地位の分割を示す新たな形態を獲得していたとされる。

## 古環境
キアンゾウサウルスが産出した南雄層は上部白亜系のマーストリヒチアン階にあたり、アルゴン - アルゴン法に基づいて 66.7 ± 0.3 Ma（約6670万年前）の地層と推定されている。南雄層の主要な岩層は紫がかった泥岩とシルト岩からなり、これらは温暖湿潤気候下の氾濫原で堆積したものである。この地層では全体的にオヴィラプトロサウルス類の卵がよく見られており、保存の良い卵や巣、また営巣中の個体も発見されている。南雄層はオヴィラプトロサウルス類の属が多く知られるが、層序学的研究が進んでいないため、オヴィラプトロサウルス類のこの極端に大きい多様性は時間的な分離による可能性が高い。
南雄層から産出した脊椎動物化石には、ティラノサウルス亜科（Asiatyrannus）、オヴィラプトロサウルス類（Banji、Ganzhousaurus、Corythoraptor、Nankangia、Huanansaurus、Shixinggia、Tongtianlong）やハドロサウルス科（Microhadrosaurus; 疑問名の可能性あり）、竜脚類（Gannansaurus）、テリジノサウルス科（Nanshiungosaurus）、ワニ目（Jiangxisuchus）、有鱗目（ChianghsiaおよびTianyusaurus）、カメ目（JiangxichelysとNanhsiungchelys）がある。